# Dores do Turvo
Dores do Turvo este un oraș în Minas Gerais (MG), Brazilia.